# 408 a. C.
El año 408 a. C. fue un año del calendario romano prejuliano. En el Imperio romano se conocía como el Año del Tribunado de Yulo, Ahala y Coso (o menos frecuentemente, año 346 Ab urbe condita).

## Acontecimientos
- El rey de Macedonia, Arquelao I, participa en los Juegos Olímpicos.
- Eurípides termina su tragedia Orestes, de la que sobrevive en la actualidad un trozo coral, muestra de la música griega.[1]

## Nacimientos
- Antífanes, comediógrafo griego (m. 334 a. C.)
- Dion, tirano de Siracusa (m. 354 a. C.).
- Espeusipo, filósofo griego (m. 339 a. C.)

## Fallecimientos
- Hipodamo de Mileto, arquitecto y urbanista griego (n. 498 a. C.).
- Plistoanacte, rey de Esparta.